# 2013 RC156
2013 RC156 est un objet transneptunien faisant partie des objets épars.